# Polyclinum sluiteri
Polyclinum sluiteri är en sjöpungsart som beskrevs av Brewin 1956. Polyclinum sluiteri ingår i släktet Polyclinum och familjen klumpsjöpungar. Inga underarter finns listade i Catalogue of Life.